# David E. Campbell
Pour les articles homonymes, voir Campbell.
Cet article possède un paronyme, voir David Campbell (homonymie).
David E. Campbell est un ingénieur du son américain.

## Filmographie (sélection)
- 1980 : Y a-t-il un pilote dans l'avion ? (Airplane!) de Jim Abrahams, David Zucker et Jerry Zucker
- 1982 : Honkytonk Man de Clint Eastwood
- 1983 : Risky Business de Paul Brickman
- 1984 : Footloose d'Herbert Ross
- 1985 : L'Honneur des Prizzi (Prizzi's Honor) de John Huston
- 1986 : Stand by Me de Rob Reiner
- 1987 : Un ticket pour deux (Planes, Trains and Automobiles) de John Hughes
- 1987 : Le Proviseur (The Principal) de Christopher Cain
- 1987 : Princess Bride (The Princess Bride) de Rob Reiner
- 1988 : Crocodile Dundee 2 de John Cornell
- 1988 : Randonnée pour un tueur (Shoot to Kill) de Roger Spottiswoode
- 1989 : Chérie, j'ai rétréci les gosses (Honey, I Shrunk the Kids) de Joe Johnston
- 1990 : Air America de Roger Spottiswoode
- 1990 : Dick Tracy de Warren Beatty
- 1991 : Beignets de tomates vertes (Fried Green Tomatoes) de Jon Avnet
- 1991 : La P'tite Arnaqueuse (Curly Sue) de John Hughes
- 1991 : Les Aventures de Rocketeer (The Rocketeer) de Joe Johnston
- 1992 : Les blancs ne savent pas sauter (White Men Can't Jump) de Ron Shelton
- 1994 : Légendes d'automne (Legends of the Fall) d'Edward Zwick
- 1995 : Alerte ! (Outbreak) de Wolfgang Petersen
- 1996 : Personnel et confidentiel (Up Close and Personal) de Jon Avnet
- 1997 : Minuit dans le jardin du bien et du mal (Midnight in the Garden of Good and Evil) de Clint Eastwood
- 1997 : Les Pleins Pouvoirs (Absolute Power) de Clint Eastwood
- 1998 : L'Arme fatale 4 (Lethal Weapon 4) de Richard Donner
- 1999 : Matrix (The Matrix) des Wachowski
- 2000 : En pleine tempête (The Perfect Storm) de Wolfgang Petersen
- 2002 : Dommage collatéral (Collateral Damage) d'Andrew Davis
- 2003 : Matrix Revolutions (The Matrix Revolutions) des Wachowski
- 2003 : Pirates des Caraïbes : La Malédiction du Black Pearl (Pirates of the Caribbean: The Curse of the Black Pearl) de Gore Verbinski
- 2003 : Matrix Reloaded (The Matrix Reloaded) des Wachowski
- 2004 : Catwoman de Pitof
- 2004 : Troie (Troy) de Wolfgang Petersen
- 2006 : Lettres d'Iwo Jima (Letters from Iwo Jima) de Clint Eastwood
- 2006 : Mémoires de nos pères (Flags of Our Fathers) de Clint Eastwood
- 2006 : Superman Returns de Bryan Singer

## Distinctions

### Récompenses
- Oscars 2000 : Oscar du meilleur mixage de son pour Matrix
- BAFTA 2000 : British Academy Film Award du meilleur son pour Matrix

### Nominations
- Oscar du meilleur mixage de son
  - en 1991 pour Dick Tracy
  - en 1995 pour Légendes d'automne
  - en 2001 pour En pleine tempête
  - en 2004 pour Pirates des Caraïbes : La Malédiction du Black Pearl
  - en 2007 pour Mémoires de nos pères
- British Academy Film Award du meilleur son
  - en 1991 pour Dick Tracy
  - en 2001 pour En pleine tempête
  - en 2004 pour Pirates des Caraïbes : La Malédiction du Black Pearl